# Pelicanascaris deodhari
Pelicanascaris deodhari ist eine Art der Spulwürmer (Ascaridida), die im Drüsenmagen beim Graupelikan parasitiert. Sie ist der einzige Vertreter der Gattung Pelicanascaris.

## Merkmale
Pelicanascaris deodhari ist kräftig, die dicke Kutikula ist durch tiefe Furchen über die gesamte Länge runzelig. Männchen sind 15,36 bis 18,21 mm lang und 0,69 bis 1,11 mm dick, Weibchen 11,83 bis 14,93 mm lang und 0,57 bis 0,78 mm dick. Die Mundöffnung wird von drei kräftigen Lippen umgeben, von denen jede ein deutliches Papillenpaar an der Spitze und ein Paar Zähne an der Basis trägt. Zwischen den Lippen sind Zwischenlippen (Interlabia) ausgebildet, von denen eine gespalten ist. Die Exkretionspore liegt recht auf der Spitze eine Zwischenlippe. Direkt hinter den Lippen tritt ein Gürtel kleiner Dornen, welche bei Weibchen von einem Kragen gefolgt wird. Die Halspapillen liegen dicht hinter dem Nervenring. Letzterer liegt bei Männchen 0,42 bis 0,91 mm hinter dem Vorderende, bei Weibchen 0,25 bis 0,45 mm. Der Ösophagus ist bei Männchen 3,11 bis 3,15 mm lang, bei Weibchen 1,73 bis 2,93 mm. Die Blinddärme sind gut entwickelt und bei Männchen 2,26 bis 2,28 mm und bei Weibchen 1,35 bis 2,05 mm lang. Der vordere Abschnitt des Blinddarms bildet eine Schleife. Ein Ösophagusanhang ist ebenfalls vorhanden und bei Männchen 0,71 bis 0,81 mm, bei Weibchen 0,57 bis 0,66 mm lang.
Die Männchen haben keine Kaudalflügel. Ihr Schwanz ist 0,18 bis 0,23 mm lang und trägt eine konische Spitze. An ihr gibt es eine relativ große plattenartige Struktur, deren Vorderrand einen Einschnitt aufweist. Es gibt 23 Paare von Kaudalpapillen, von denen 18 Paare vor der Kloake, zwei neben ihr und drei hinter ihr liegen. Alle Papillen sind sessil. Die beiden Spicula sind mit 3,1 bis 3,46 mm etwa gleich lang, ein Gubernaculum fehlt.
Die Vulva der Weibchen liegt am Übergang vom ersten zum mittleren Drittel des Körpers. Die Vagina ist sehr muskulös und 0,11 mm lang. Die Eier sind dickschalig, nahezu rund und 0,46–0,50 × 0,41–0,48 mm groß. Der Schwanz ist 0,19 bis 0,34 mm lang, seine Kutikula tief gestreift. Die vorderen drei Streifen sind voneinander abgesetzt, während die übrigen eng zusammen liegen.
Die Gattung bildet eine Zwischenstufe zwischen Contracaecum und Cloeoascaris. Im Gegensatz zu diesen beiden Gattungen hat Pelicanascaris keinen Ventriculus. Von Cloeoascaris unterscheidet sich Pelicanascaris durch die Zwischenlippen, von Contracaecum durch die Dornenreihen an der Lippenbasis.